# Українська млинологічна асоціація

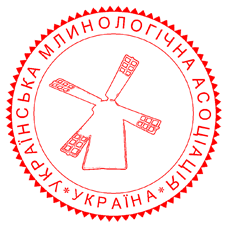
Українська млинологічна асоціація (логотип)

Українська млинологічна асоціація — неприбуткова, всеукраїнська, добровільна, громадська, гуманітарна організація, діяльність якої спрямовано на виявлення, оприлюднення, дослідження (Млинологія) та відновлення пам'яток млинарства в Україні.

## Принципи діяльності
Волонтери та співробітники товариства керуються таким фундаментальними принципами, як патріотизм, небайдужість, любов до рідного краю, наполегливість та порядність.

## Історія
Українська млинологічна асоціація виникла 15 жовтня 2009 року під час Першої міжнародної наукової конференції «Історія українського традиційного млинарства» за ініціативи президента міжнародної млинологічної асоціації (TIMS) Віллєма ван Бергена та за підтримки учасників конференції.
До участі в читаннях було запрошено етнографів (етнологів), археологів, архітекторів, музейних працівників. Серед них науковці з Закарпаття, Львівщини, Хмельниччини, Вінниччини, Полтавщини, Харківщини, Чернігівщини, Київщини та Черкащини. Також свої доповіді надіслали науковці з Чехії, Франції, Канади. Окрім того, у читаннях взяли участь представники млинологічних структур із країн Західної Європи та Америки. Безпосередньо до Черкас прибули президент Міжнародної млинологічної асоціації (TIMS) Вільям ван Берген (Німеччина), а також Тон Местерс і Лео ван дер Дріфт — члени млинологічної асоціації Нідерландів. До роботи долучилася і Всесвітня організація охорони індустріальної спадщини (ТІССІН). У цілому в читаннях взяло участь понад півсотні дослідників, які разом із організаційними структурами представляли 26 закладів, установ, наукових центрів.
Було прийнято рішення про створення Всеукраїнської млинологічної асоціації та її регіональних представництв. Представники TIMS запропонували керівництву новоствореної організації постійне членство у Міжнародній млинологічній асоціації та запросили українських колег до плідної співпраці.
Одноголосно підтримано ідеї: звернення до центральних і місцевих органів влади, наукових установ, громадсько-політичних організацій із проханням взяти виявлені на території України вітряні млини на облік із статусом пам'яток народної архітектури та побуту; спільне заповнення регіональних сторінок сайту «Млини України»; виявлення і встановлення зв'язків, а за потреби надання всілякої підтримки тим майстрам справи, яких умовно можна було б об'єднати «школою сучасного млинарства України».
Першими завданнями асоціації були заснування наукового видання «Український млинологічний журнал», створення та наповнення сайту «Млини України». Також було поставлено завдання зі створення спільно із Черкаською ОДТРК «РОСЬ» циклу передач «Пілігрим», присвячених висвітленню відомостей про пам'ятки млинарства різних регіонів: «Одинцівський млин», «Вітряки Шполянщини», «Вітряки Канівщини», «Останній Голландець», «Водяні млини Східного Поділля» та спеціальний випуск програми «Добрі новини» каналу ICTV.

## Структура
Відповідно до Статуту Українська млинологічна асоціація за своєю структурою відповідає адміністративно-територіальній ознаці та поділу і складається з 25 організацій.